# 次世代セキュアコンピューティングベース

NGSCBは基本的に、オペレーティングシステムを2つの個別モードに分割する。信頼できないモードは、従来のアプリケーション、Windows、およびそのコンポーネントで構成される。信頼モードはNGSCBによって導入された環境であり、NGSCBアプリケーション（Nexus Computing Agents）にセキュリティ関連の機能を提供するNexusと呼ばれる新しいソフトウェアコンポーネントで構成される。

次世代セキュアコンピューティングベース (Next-Generation Secure Computing Base, NGSCB) とは、マイクロソフト社によって設計されたソフトウェアアーキテクチャである。以前はコードネーム「Palladium」や「Trusted Windows」という名前で知られていた。このアーキテクチャは将来の Microsoft Windows オペレーティングシステム上で、より良いプライバシー、セキュリティ、システム整合性をユーザーに提供することを目的としていた。NGSCBは、Windowsオペレーティングシステムの下位互換性、柔軟性、オープン性を維持しながら、セットトップボックスなどのクローズドプラットフォームのセキュリティに匹敵する、安全なコンピューティングソリューションを提供するための、マイクロソフト内での長年の研究開発の結果であった。NGSCBに関するマイクロソフトの主な目的は「ソフトウェアをソフトウェアから保護する」ことであると述べられていた。
2002年に発表された「信頼できるコンピューティング」イニシアチブの一部であったNGSCBは、当時「Longhorn」として知られていたWindows Vistaと統合されることになった。NGSCBでは、Trusted Computing Group (TSG)によって設計されたハードウェアを使い、Windowsと共存し、新しいアプリケーションに機能を提供する「Nexus」と呼ばれる新しいハイパーバイザー（ドキュメントでは一種のカーネルと呼ばれていた）によってホストされる並列操作環境を生成する。Nexusは、ハードウェアベースのプロセス分離、整合性測定に基づくデータ暗号化、ローカル・リモートのマシンやソフトウェア構成の認証、およびユーザー認証とグラフィックス出力用の暗号化されたパスなどを提供する。また、NGSCBは、情報の使用に関するデジタル著作権管理（DRM）ポリシーの作成と配布を容易にする。
NGSCBは、その開発中に多くの論争の的となった。批評家は、ユーザーに制限を課し、ベンダーロックインを実施し、フェアユースの権利とオープンソースソフトウェアを損なうと主張した。NGSCBは、マイクロソフトがWinHEC 2003 で最初にデモンストレーションが行われた後、2004年に改訂が行われ、以前のアプリケーションもその機能の恩恵を受けることができるように変更された。2005年のレポートでは、マイクロソフトはNGSCBで計画を縮小し、2006年に自社で定めている期限までにWindows Vistaを出荷できるようにする予定だと報じられた。変更後の計画では、マイクロソフトはアーキテクチャの一部であるBitLockerのみを出荷することにした。BitLockerは、オペレーティングシステムを起動する前に、ブートファイルとシステムファイルの整合性を検証するTrusted Platform Module (TPM)を使う選択肢を提供する機能である。NGSCBの開発は約10年に及び行われ、その後中止された。これはWindows Vista向けの主要機能のうち最も長く開発期間がかかったものとなった。
NGSCBは、マイクロソフトが「Pillars of Windows Vista」として定義していた「Windows Presentation Foundation」「Windows Communication Foundation」「WinFS」といった技術からは外れており、.NET Frameworkやマネージドコードを使ったソフトウェア開発ではなかった。NGSCBはまだ完全には実現されていないが、Windows VistaのBitLockerでの、Windows 8のMeasured Boot、Windows 8.1のCertificate Attestation, 、Windows 10のDevice Guardなどにその概念が反映されている。